# Rothenuffeln
Rothenuffeln ist ein Ortsteil der Gemeinde Hille im Kreis Minden-Lübbecke in Ostwestfalen.
Er liegt südlich des Mittellandkanals und nördlich des Wiehengebirges. Im Osten grenzt Rothenuffeln an den Stadtteil Haddenhausen der Stadt Minden, im Norden an den Ortsteil Hartum, im Westen an die Ortsteile Unterlübbe und Oberlübbe sowie im Süden an die Stadtteile Bergkirchen und Wulferdingsen der Stadt Bad Oeynhausen. Die Bundesstraße 65 zieht sich in Ost-West-Richtung durch den Ortsteil und verbindet Rothenuffeln mit Minden und Lübbecke.
Rothenuffeln reicht bis an die Bastauniederung heran.

## Geschichte
Erstmals werden Ortsteile von Rothenuffeln 1033 urkundlich erwähnt. Nach Ausweis des Kirchenbuches gab es bereits 1671 einen Schulmeister. Die gemeinsam genutzte Rothenuffelner Mark mit Viehweiden und Wald wurde in einem langwierigen Verfahren 1800 bis 1836 für die Einzelnutzung aufgeteilt.
Rothenuffeln gehörte bis zu den Napoleonischen Kriegen zur Vogtei Berg und Bruch im Amt Hausberge des Fürstentums Minden. Von 1807 bis 1810 gehörte Rothenuffeln zum Kanton Haddenhausen des napoleonischen Satellitenstaats Königreich Westphalen. Von 1811 bis 1813 gehörte der Ort unmittelbar zu Frankreich und dort zur Mairie Bergkirchen im Arrondissement Minden des Departements der Oberen Ems. Rothenuffeln fiel 1813 wieder an Preußen und kam 1816 zum neuen Kreis Minden. Im Kreis Minden bildete Rothenuffeln eine Gemeinde im Amt Dützen.
Bevor die Gemeinde bei der kommunalen Neugliederung am 1. Januar 1973 Teil der Gemeinde Hille wurde, hatte sie eine Fläche von 7,93 km² sowie 2331 Einwohner (31. Dezember 1972). Am 31. Dezember 2020 wohnten hier 2439 Einwohner.

## Politik

### Ortsvorsteher
Die Bevölkerung von Rothenuffeln wird gegenüber Rat und Verwaltung der Gemeinde Hille seit 1973 durch einen Ortsvorsteher vertreten, der aufgrund des Wahlergebnisses vom Rat der Gemeinde Hille gewählt wird.
Nach der Amtsperiode von Wilhelm Rohlfing (SPD) ist seit 2014 Wolfgang Witting (SPD) Ortsvorsteher.

## Sehenswürdigkeiten

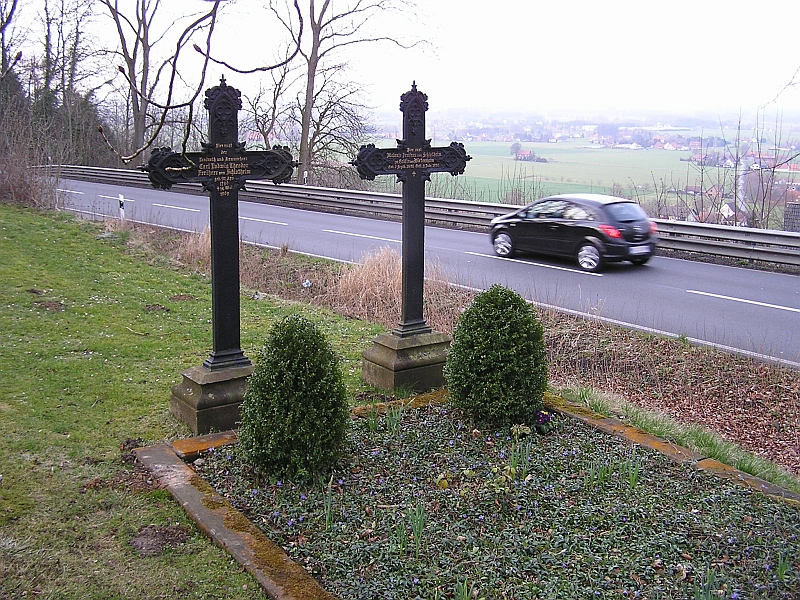
Grab Carls von Schlotheim am Bergkirchener Pass

An der Straße nach Bad Oeynhausen steht ein Hochkreuz-Denkmal für den Landrat Freiherr Carl von Schlotheim. Von Schlotheim war der Straßenbauer des Kreises Minden. Außerdem ist das ursprünglich 1836 erbaute Heuerlingshaus im Kurpark sehenswert. In der Kulturscheune finden Konzerte und standesamtliche Trauungen statt.

## Kurbetrieb
Seit 1739 sind die sogenannten Bauernbäder in Rothenuffeln bekannt. Unter Initiative der Verwaltung wurde 1970 das Bürgerhaus gebaut und der Kurpark angelegt. 1977 wurde Rothenuffeln dann als Erholungsort mit Kurmittelgebiet anerkannt. Heute gibt es im Ortsteil modern ausgebaute Badebetriebe und Kurhäuser.

## Sport
In Rothenuffeln gibt es drei Sportvereine: Der TSV Rothenuffeln bietet Tischtennis, Tennis, Schießen und Turnen an.
Die HSG EURo ist ein Handballverein. Der CVJM Rothenuffeln bietet neben Fußball und Volleyball auch Walking an.